# Artemidactis victrix
Artemidactis victrix is een bloemdier uit de familie Sagartiidae.
Artemidactis victrix is voor het eerst wetenschappelijk beschreven door Stephensen in 1918.